# Balthasar Gérard
Balthasar Gérard (Vuillafans, 1557 – Delft, 14 luglio 1584) è noto per aver assassinato il principe e statolder Guglielmo I d'Orange, primo leader della Repubblica delle Sette Province Unite.

## Biografia
Cresciuto in una famiglia cattolica con undici bambini, trascorse l'infanzia nella Franca Contea, studiò legge all'università di Dole e fu un grande ammiratore di Filippo II, il quale aveva offerto 25.000 corone per chiunque avesse ucciso il protestante Guglielmo I, considerato dal sovrano iberico "peste per l'intera cristianità e nemico della razza umana". Dopo che la ricompensa offerta dal re spagnolo venne pubblicata, partì per il Lussemburgo, dove apprese che Juan de Jáuregui aveva già tentato due anni prima di eseguire l'omicidio, senza tuttavia riuscirci.
Nel marzo 1584 si recò a Treviri, dove espose il suo piano al reggente dei gesuiti, ma un altro gesuita lo convinse a cambiare il suo schema originale e ad andare dal principe di Parma. A Tournai, dopo aver chiesto consigli a un francescano, padre Gery, scrisse una lettera (una copia della quale venne conservata dal guardiano del convento) che presentò personalmente ad Alessandro Farnese: nella missiva scrisse, tra le altre cose "Il vassallo deve sempre preferire la giustizia e la volontà del re rispetto alla propria vita".
In un primo momento il principe lo ritenne inadatto alla mansione ma, dopo aver consultato Haultepenne e gli altri con la lettera che venne inviata anche a Christoffel d'Assonleville, il quale aveva parlato con Gérard, gli chiese di metterla per iscritto, cosa che fece l'11 aprile 1584. Christoffel chiese l'assoluzione dal principe di Parma perché "stette per qualche tempo in compagnia con eretici e atei, in una sorta di auto-conformazione nei loro costumi". Per le sue prime spese chiese 50 corone, che gli vennero rifiutate. "Mi impegno a sborsarle io stesso ed entro sei settimane si sentirà parlare di me", disse Gérard ad Assonleville.
Questi rispose: "Andate, figliolo... e se riuscirete nella vostra impresa, il re soddisferà tutte le sue promesse, ed il vostro nome inoltre diverrà immortale". L'8 luglio 1584, una domenica, indugiava nel cortile esaminando i locali. Un alabardiere gli chiese perché stava aspettando lì e, dopo essersi scusato per l'abbigliamento umile e trasandato, rispose che voleva unirsi alla congregazione della chiesa di fronte, sentendosi tuttavia inadatto proprio per l'umile vestiario. Il militare, non sospettando di nulla, gli donò 50 corone che la mattina seguente utilizzò per comprare un paio di pistole da un soldato, dopo aver mercanteggiato il prezzo per un lungo periodo.

## L'attentato
Il 10 luglio Guglielmo il Taciturno salì le scale fino al secondo piano, dove iniziò a parlare col capitano gallese Roger Williams che si inginocchiò davanti a lui: il re mise la mano sulla testa dell'ufficiale e in quel momento Gérard saltò fuori da un angolo buio, estrasse la pistola e sparò tre colpi allo statolder. Guglielmo il Taciturno crollò all'istante: sua sorella Maria s'inginocchiò accanto a lui per cercare di curarlo, ma era troppo tardi. Mon Dieu, Ayez pitié de moi et de mon pauvre peuple ("Mio Dio, abbi pietà di me e della mia povera gente") furono le ultime parole di William.
Gérard fuggì da una porta laterale e corse attraverso una stradina, inseguito da Roger Williams. L'assassino aveva quasi raggiunto i bastioni, da cui intendeva passare nel fossato; dall'altro lato un cavallo sellato era pronto ed una vescica di maiale intorno alla sua vita aveva lo scopo di aiutarlo a mantenersi in equilibrio. Tuttavia, inciampò su un mucchio di spazzatura, consentendo ad un servo e ad un alabardiere del principe di catturarlo. Quando venne da loro definito traditore, si dice che abbia risposto: "Io non sono un traditore. Sono un fedele servitore del mio signore"; "Quale signore?", gli chiesero. "Del mio signore e padrone, il re di Spagna". Allo stesso tempo, molti paggi e alabardieri del principe apparvero e lo trascinarono verso casa sotto una selva di pugni e percosse con l'elsa di una spada. Sentendo dai suoi assalitori che Guglielmo era ancora vivo, egli gridò "Maledetta sia la mano che l'ha mancato!".

## Processo, tortura e morte
Immediatamente sottoposto ad un esame preliminare davanti ai magistrati della città, non mostrò di fronte agli inquirenti né disperazione né contrizione, ma piuttosto una felice tranquillità: affermò infatti di sentirsi "come Davide, che aveva ucciso Golia di Gat". Nel processo, Gérard venne condannato ad essere brutalmente ucciso, anche per gli standard dell'epoca: i giudici decretarono che la mano destra gli venisse bruciata con un ferro rovente, che la sua carne gli fosse strappata dalle ossa tramite pinze in sei punti diversi, che doveva essere squartato e sventrato vivo, il suo cuore strappato dal suo petto e gettato in faccia, e che, finalmente, la testa gli fosse recisa.
Anche le torture che subì prima della sentenza furono molto feroci. Durante la prima notte della sua prigionia fu appeso su un palo e frustato: successivamente le sue ferite vennero imbrattate col miele e i carcerieri tentarono di indurre una capra a leccare il liquido con la sua lingua tagliente, ma l'animale si rifiutò di toccare il corpo del condannato. Dopo questa ed altre torture gli vennero legati insieme le mani e i piedi, dandogli una forma quasi sferica che gli rese difficoltoso il sonno. Nei successivi tre giorni venne più volte deriso e appeso su un palo con le mani legate dietro la schiena.
Un peso di 300 libbre (150 kg) era attaccato a ciascuno dei suoi alluci per mezz'ora; dopo questo periodo di tempo venne costretto ad indossare scarpe oliate, fatte con pelle di cane non conciata, due dita più corte della sua misura. In questo stato fu posto davanti a un fuoco: una volta riscaldate, le scarpe si contrassero, schiacciandogli i piedi; quando le scarpe furono tolte, gli venne strappata la pelle. Dopo gli vennero marcate le ascelle e gli fu data una camicia imbevuta di alcool, mentre del grasso rovente di bacon venne versato su di lui e chiodi affilati furono infilzati tra le carni e le unghie dei piedi e delle mani. Rimasto calmo durante la sua tortura, venne finalmente giustiziato il 14 luglio 1584.

## Conseguenze
Filippo II diede ai genitori di Gérard tre tenute di campagna in Lievremont, Hostal e Dampmartin nella Franca Contea; la famiglia venne innalzata alla nobiltà, ma le 25.000 corone non furono consegnate, forse anche a causa della cattiva situazione finanziaria dell'Impero spagnolo. Filippo II avrebbe poi voluto offrire quei possedimenti a Filippo Guglielmo d'Orange a condizione che il principe pagasse un canone a quota fissa alla famiglia dell'assassino di suo padre, ma la proposta venne respinta con disprezzo e i poderi rimasero ai Gérard. Il vicario apostolico Sasbout Vosmeer cercò di canonizzare Balthasar Gérard ma la sua idea venne respinta. La via in cui il regicida nacque venne ribattezzata "Rue Gérard" in suo onore.